# Малик
Мали́к (араб. ملك‎ — m’alik, ивр. аналог его — мелех מלך), женская форма — малика — арабский монархический титул, а также лицо, имеющее этот титул. В отличие от других титулов арабских монархов, таких как эмир или султан, не переводимых на иностранные языки, титул малик обычно переводят как «король» или «царь». Так, королями называют маликов — правителей Саудовской Аравии, Бахрейна, Иордании, Марокко, а сами эти страны, называемые по-арабски «маликствами» (араб. مملكة‎ — mamlakah), именуют королевствами. Этим титулом в арабской традиции называют также доисламских и неисламских монархов, употребляя его отчасти аналогично с русским «царь» (для обозначения монархов древности).
Распространенное имя у казахов. 